# 발키리의 모험: 시간의 열쇠 전설
《발키리의 모험: 시간의 열쇠 전설》은 남코가 제작한 1986년 액션 어드벤처 게임이다. 패밀리 컴퓨터 기종으로 개발돼 일본서 1986년 8월 1일 출시됐다.
마블 랜드를 무대로 주인공 발키리을 조종해 악당 조나를 물리치는 것이 게임의 목표이다. 필드 위의 적을 쓰러뜨리면 얻는 경험치와 현금으로 장비를 구하며 마법을 학습할 수 있다.
1989년에 아케이드로 개발된 후속작 《발키리의 전설》이 출시됐다. 1998년 플레이스테이션으로 출시된 합본 게임 《남코 앤솔로지 2》에 《발키리의 모험》 리메이크가 수록됐다. 2000년대에 모바일 게임판이 출시됐다.

## 출시
《발키리의 모험》은 1986년 8월 1일 처음 출시됐다.

## 참조

### 주해
1. ↑  일본어: ワルキューレの冒険 時の鍵伝説